# Biskupi zamojsko-lubaczowscy
Biskupi zamojsko-lubaczowscy – biskupi diecezjalni i biskupi pomocniczy diecezji zamojsko-lubaczowskiej.

## Biskupi

### Biskupi diecezjalni
| Lata urzędowania | Biskup | Biskup       | Uwagi                                          |
| ---------------- | ------ | ------------ | ---------------------------------------------- |
| 1992–2006        |        | Jan Śrutwa   |                                                |
| 2006–2011        |        | Wacław Depo  | następnie arcybiskup metropolita częstochowski |
| od 2012          |        | Marian Rojek |                                                |

### Biskupi pomocniczy
| Lata urzędowania | Biskup | Biskup              | Uwagi |
| ---------------- | ------ | ------------------- | ----- |
| od 1998          |        | Mariusz Leszczyński |       |